# Aracena (kommunhuvudort)
Aracena är en kommunhuvudort i Spanien.   Den ligger i provinsen Provincia de Huelva och regionen Andalusien, i den sydvästra delen av landet, 400 km sydväst om huvudstaden Madrid. Aracena ligger 675 meter över havet och antalet invånare är 7 351.
Terrängen runt Aracena är huvudsakligen kuperad, men den allra närmaste omgivningen är platt. Aracena ligger uppe på en höjd. Runt Aracena är det ganska glesbefolkat, med 35 invånare per kvadratkilometer. Aracena är det största samhället i trakten. 